# Effektive Hauptquantenzahl
Die effektive (Haupt-)Quantenzahl {\displaystyle n_{\text{eff}}} (auch {\displaystyle n'} oder {\displaystyle n^{*}}) wird in der Quantenphysik benötigt, um die Abschirmung der äußeren Elektronenschalen vom positiv geladenen Atomkern durch die inneren Elektronenschalen zu berücksichtigen. Z.B. schirmt bei Lithium als leichtestem Element mit zwei Elektronenschalen die innere 1s-Schale die weiter außen liegende 2s-Schale etwas vom Kern ab.

## Verwendung
Die effektive Quantenzahl einer Elektronenschale ist definiert als
{\displaystyle n_{\text{eff}}=n-\delta _{n,l}\!\,}
mit
- der jeweiligen Hauptquantenzahl {\displaystyle n} und
- dem Quantendefekt {\displaystyle \delta }, welcher wiederum von der Hauptquantenzahl und hauptsächlich dem Bahndrehimpuls {\displaystyle l} abhängt.

Ersetzt man nun in der Formel für die Bindungs- bzw. Ionisationsenergie {\displaystyle E_{n}} der Elektronen der wasserstoffähnlichen Alkaliatome
{\displaystyle E_{n}=-{\frac {Z^{2}}{n^{2}}}\mathrm {Ry} }
mit
- der Kernladungszahl {\displaystyle Z}
- der Rydberg-Energie {\displaystyle \mathrm {Ry} } = 13,59843340 eV für Wasserstoff

die Hauptquantenzahl durch die effektive Quantenzahl:
{\displaystyle E_{n,l}=-{\frac {Z^{2}}{n_{\text{eff}}^{2}}}\mathrm {Ry} ,}
so können mit dieser angepassten Formel auch abgeschirmte Zustände beschrieben werden, d. h. Atome bzw. Ionen mit mehr als einem Elektron.